# Никола Шопов (Кюстендил)
Вижте пояснителната страница за други личности с името Никола Шопов.
Никола Захариев Шопов е български политически и обществен дейц, дългогодишен адвокат в гр.Кюстендил.

## Биография
Роден е през 1880 г. в гр.Кюстендил. От 1903 г. до 1912 г. е член на БРСДП (т.с.). Завършва право в Женева, Швейцария, след което се установява като адвокат в гр. Кюстендил.
Под влияние на западноевропейската социалдемокрация напуска позициите на революционния марксизъм и през 1912 г. става член на Либералната партия, а от 1920 г. влиза в новообразуваната Националлиберална партия. Като неин представител от 1922 г. е неплатен председател на Кюстендилската общинска тричленна комисия. Инициатор за образуване на дружество „Кюстендил“ за стопанско и култерно издигане на града. През 1920 – 1934 г. развива активна политическа дейност в обединената Националлиберална партия – крило „Георги Петров“. От 1923 г. е член на Демократическия сговор.
Народен представител в 23 ОНС, подпредседател на XXIII ОНС (21 април 1931 – 27 април 1934) по време на управлението на Народния блок. След 1934 г. се оттегля от политическа дейност. Умира на 22 януари 1938 г.